# NGC 7098
NGC 7098 (również PGC 67266) – galaktyka spiralna z poprzeczką (SBa), znajdująca się w gwiazdozbiorze Oktanta. Odkrył ją John Herschel 22 września 1835 roku. Znajduje się w odległości około 95 milionów lat świetlnych od Ziemi. Ramiona spiralne galaktyki tworzą podwójny pierścień, otaczający jasne jądro galaktyki. W centralnym rejonie NGC 7098 znajduje się podwójna poprzeczka.